# Jaybird Coleman
Jaybird Coleman (születési név: Burl C. Coleman) (Gainesville, Alabama, 1896. május 20. – Tuskegee, Alabama, 1950. január 28.) afro-amerikai blues énekes, szájharmonikás és gitáros.

## Élete
Apja részes arató volt, négy gyerekkel. Coleman farmon nőtt fel és ott is dolgozott. A szájharmonikával 12 éves korában ismerkedett meg. Amikor besorozták a hadseregbe, akkor kezdte el katonatársait szórakoztatni a harmonikájával, amin bluest játszott. Ekkor kapta a „Jaybird”  becenevet, a szemtelen viselkedése miatt. Az 1920-as években társultak Big Joe Williams-szel a Birmingham Jug Band együttesben, ami az Egyesült Államok déli államaiban turnézott.
Coleman első hangfelvétele 1927-ben volt, amin egyedül szerepelt. Lemezeket készítő karrierje csak 1930-ig tartott, ezután Alabama államban utcai zenélésből tartotta fenn magát.
1950-ben, rákbetegségben halt meg 53 éves korában Tuskegee településen (Alabama).